# Amblyolpium birmanicum
Amblyolpium birmanicum är en spindeldjursart som först beskrevs av With 1906.  Amblyolpium birmanicum ingår i släktet Amblyolpium och familjen Garypinidae. Inga underarter finns listade i Catalogue of Life.